# Armand De Rore
Armand Theophile De Rore (Waregem, 5 april 1919 - 2 april 1999) was een Belgisch senator.

## Levensloop
De Rore, beroepshalve ambtenaar, werd in 1964 voor de BSP verkozen tot gemeenteraadslid van Waregem.
Van 1961 tot 1981 zetelde hij eveneens in de Senaat als rechtstreeks gekozen senator voor het arrondissement Kortrijk-Ieper. Vanaf 1979 was hij quaestor van de Senaat.
In de periode december 1971-oktober 1980 zetelde hij als gevolg van het toen bestaande dubbelmandaat ook in de Cultuurraad voor de Nederlandse Cultuurgemeenschap, die op 7 december 1971 werd geïnstalleerd. Vanaf 21 oktober 1980 tot november 1981 was hij tevens korte tijd lid van de Vlaamse Raad, de opvolger van de Cultuurraad en de voorloper van het huidige Vlaams Parlement. Ook zetelde hij vanaf 1974 in de Raadgevende Interparlementaire Beneluxraad.